# Prophet Motive
"Prophet Motive" és el setzè episodi de la tercera temporada de la sèrie de televisió de ciència-ficció estatunidenca Star Trek: Deep Space Nine, el 62è de tota la sèrie. Originalment es van emetre en redifusió a partir del 20 de febrer de 1995. La història va ser escrita per Ira Steven Behr i Robert Hewitt Wolfe, mentre que l'episodi va ser dirigit per René Auberjonois i la banda sonora va ser creada per  Dennis McCarthy.
Ambientada al segle XXIV, la sèrie segueix les aventures a Espai Profund 9, una estació espacial situada prop d'un forat de cuc estable entre els Quadrants Alfa i Gamma de la Via Làctia, prop del planeta Bajor, mentre els bajorans es recuperen d'una brutal ocupació de dècades pels imperialistes cardassians. En aquest episodi, el Gran Nagus Zek arriba a l'estació per lliurar a Quark una còpia revisada de les Regles d'Adquisició, que ara són una guia de generositat i benevolència.

## Argument
El Gran Nagus Zek, el "líder financer" de la raça ferengi i ídol de Quark, arriba a l'estació i mostra a Quark i Rom el seu nou projecte: ha reescrit les regles d'adquisició, els proverbis sagrats dels negocis pels quals viuen els ferengi. En el nou llibre, Zek anima els ferengi de tot arreu a renunciar a l'egoisme i la cobdícia i a ser amables i generosos. Zek ara vol portar una vida d'altruisme i vol que Quark i Rom dirigeixin la seva fundació benèfica. Això horroritza Quark, perquè l'especulació és el cor de la identitat ferengi, i se suposa que el Gran Nagus n'és el model. Quark adverteix a Rom que altres ferengi deposaran violentament el Nagus si intenta canviar la forma de vida dels ferengi. El Doctor Bashir no troba cap signe de malaltia mental o física en Zek, i el seu comportament inusual no sembla ser una estratagema. Buscant respostes, Quark i Rom entren a la llançadora de Zek i descobreixen un Orbe dels Profetes, que Zek té previst donar als bajorans. Quan Quark és exposat a l'Orbe, té una visió en què Zek descriu les Noves Regles d'Adquisició com un "regal". Quark dedueix que Zek va visitar el forat de cuc i va contactar amb els Profetes perquè pogués utilitzar el seu coneixement del futur per obtenir beneficis, i que són responsables de la transformació de Zek. Quark porta Zek per la força al forat de cuc per preguntar als Profetes què li van fer. Els Profetes, en ser criatures immaterials que no experimenten el temps linealment, van trobar l'obsessió de Zek amb l'acumulació de riquesa material estranya i adversa. El van "desevolucionar" a un estat més primitiu, semblant als avantpassats menys cobdiciosos dels Ferengi. Amenacen amb desevolucionar també Quark, però Quark els adverteix que si ell també canvia, Ferengi més curiosos visitaran el forat de cuc buscant respostes. Com que als Profetes els agrada la seva privacitat i troben els Ferengi molestos, alliberen Quark i restableixen Zek a la normalitat. Zek desmantella la seva fundació benèfica i fa destruir totes les còpies de les Noves Regles d'Adquisició. Després que Zek marxi, Rom confia que va malversar diners de la fundació de Zek, cosa que delecta i impressiona Quark. Una subtrama implica que Bashir és nominat per a un premi mèdic que acaba no guanyant. Bashir fingeix indiferència, però per dins està furiós.

## Actors convidats
- Max Grodénchik - Rom
- Wallace Shawn - Zek
- Tiny Ron - Maihar'du
- Juliana Donald - Emi

## Producció
L'episodi va ser escrit per Ira Steven Behr i Robert Hewitt Wolfe i va ser el primer de vuit episodis dirigits per René Auberjonois, que també interpreta Odo. La història es va inspirar en un història de William N. Stape.

## Recepció
Zack Handlen de "The A.V. Club" assenyala que quan l'humor es qualifica de "relleu còmic" i crida l'atenció sobre si mateix, això normalment significa que no funciona, "Però de vegades funciona, i "Prophet Motive" és un d'aquests casos".
Keith R.A. DeCandido de Tor.com va donar a l'episodi un dos de deu.

## Llançaments
Aquest episodi es va publicar en LaserDisc al Japó el 2 d'octubre de 1998, en la col·lecció de mitja temporada 3rd Season Vol. 2. El conjunt incloïa episodis des de "Destiny" fins a "The Adversary" en discs òptics de doble cara de 12 polzades; La caixa recopilatòria tenia una durada total de 552 minuts i incloïa pistes d'àudio en anglès i japonès.